# Weitian
Weitian (kinesiska: 渭田) är en köping i sydöstra Kina. Den ligger i Songxi härad i staden Nanping i provinsen Fujian, omkring 190 kilometer norr om provinshuvudstaden Fuzhou. Antalet invånare är 14 607. Befolkningen består av 7 147 kvinnor och 7 460 män. Barn under 15 år utgör 16,0 %, vuxna 15-64 år 70 %, och äldre över 65 år 12,0 %.